# Christmas Cup
De Christmas Cup is een knock-out-voetbaltoernooi dat georganiseerd wordt door de Tuvalu National Football Association (TNFA). Het toernooi wordt in december gehouden.

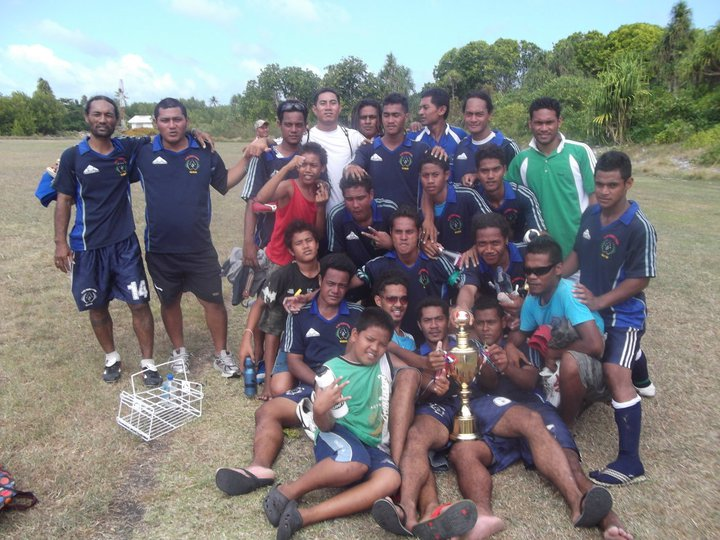
Christmas Cup 2010-winnaars Tofaga A

## Finales
| Jaar | Winnaar       | Uitslag | Finalist      |
| ---- | ------------- | ------- | ------------- |
| 2010 | FC Tofaga     | 1-0     | Lakena United |
| 2011 | Lakena United | 3-2     | Nauti FC      |
| 2012 | FC Manu Laeva | 1-0     | FC Tofaga     |

Nationaal elftal ·
Nationaal zaalvoetbalteam ·
A-Division ·
B-Division ·
Independence Cup ·
NBT Cup ·
Christmas Cup ·
Tuvalu Games